# Superliga Brasileira de Voleibol Feminino de 2024 - Série C
A Superliga Brasileira de Voleibol Feminino de 2024 - Série C foi a 7ª edição desta competição organizada pela Confederação Brasileira de Voleibol. Trata-se da terceira divisão do Campeonato Brasileiro de Voleibol Feminino, a principal competição entre clubes de voleibol feminino do Brasil.. A Superliga C substituiu a extinta Taça Prata.
Participaram do torneio vinte e nove equipes provenientes de quartoze estados brasileiros e Distrito Federal. As equipes foram divididas de acordo com suas regiões. Nas sedes com até seis equipes o sistema de disputa foi em turno único com todos jogando entre si. Naquelas com sete ou mais participantes o sistema muda para uma fase de grupos seguida de semifinais e final. Os campeões em cada sede garantem uma vaga no acesso à Superliga B Feminina 2024. A segunda etapa da competição, teve o sistema de disputa por meio de um grupo único, envolvendo as cinco melhores equipes classificadas em segundo lugar das cinco sedes regionais, com todas as equipes jogando entre si, e o vencedor garantiu a sexta vaga de acesso.

## Regulamento
A Superliga C feminina contou com a participação de 29 clubes espalhados em cinco sedes. Pelo formato definido para o torneio, os times foram divididos em cinco sedes regionais, sendo elas Pato Branco (PR), Campo Grande (MS), Rio de Janeiro (RJ), Fortaleza (CE) e Macapá (AP). O campeão de cada grupo garantiu a vaga na Superliga B 2024.
Pelo regulamento inicial haveria uma repescagem pela sexta vaga de acesso. Porém, sem muitas informações a Confederação Brasileira de Voleibol cancelou, e apenas as cinco equipes conseguiram o acesso a Superliga B 2025.

### Critérios de classificação nos grupos
1. Número de vitórias;
2. Pontos;
3. Razão de sets;
4. Razão de pontos;
5. Resultado da última partida entre os times empatados.

- Placar de 3–0 ou 3–1: 3 pontos para o vencedor, nenhum para o perdedor;
- Placar de 3–2: 2 pontos para o vencedor, 1 para o perdedor.

## Equipes participantes
Segue abaixo a lista das equipes participantes da Superliga Série C de 2024.
| Sede                | Grupo                        | Equipe                     | Cidade                 | Temporada 2023 |
| ------------------- | ---------------------------- | -------------------------- | ---------------------- | -------------- |
| Macapá (AP)         |                              |                            |                        |                |
| –                   | ACE/CD Esportivo             | Macapá                     | Estreante              |                |
| –                   | AVT Vôlei Amapá              | Macapá                     | Estreante              |                |
| –                   | Ferroviário                  | Porto Velho                | Estreante              |                |
| –                   | MM RB/Liga Acreana           | Rio Branco                 | Estreante              |                |
| –                   | Tuna Luso/Maple              | Belém                      | Estreante              |                |
| Fortaleza (CE)      |                              |                            |                        |                |
| –                   | CC3 Sport Clube              | Fortaleza                  | 3º Sede Natal          |                |
| –                   | Ceará Vôlei                  | Fortaleza                  | 2º Sede Natal          |                |
| –                   | CRB Vôlei                    | Maceió                     | Estreante              |                |
| –                   | Sampaio/NVI                  | São Luís                   | Estreante              |                |
| Campo Grande (MS)   |                              |                            |                        |                |
| A                   |                              |                            |                        |                |
| Ascade              | Brasília                     | 2º Sede Brasília           |                        |                |
| Campo Grande Vôlei  | Campo Grande                 | 2º Sede Glória de Dourados |                        |                |
| Lona Voleibol       | Goiânia                      | 3º Sede Glória de Dourados |                        |                |
| Mais Vôlei Brasília | Brasília                     | 4º Sede Brasília           |                        |                |
| B                   |                              |                            |                        |                |
| ACE/Aparecida Vôlei | Aparecida de Goiânia         | 1º Sede Glória de Dourados |                        |                |
| Brasiliense Vôlei   | Brasília                     | 3º Sede Brasília           |                        |                |
| Real Brasiliense    | Brasília                     | 5º Sede Brasília           |                        |                |
| Vila Nova/Universo  | Goiânia                      | Estreante                  |                        |                |
| Rio de Janeiro (RJ) |                              |                            |                        |                |
| –                   | Clube Paineiras              | São Paulo                  | Estreante              |                |
| –                   | Flamengo                     | Rio de Janeiro             | Estreante              |                |
| –                   | Nova Geração/Pouso Alegre    | Pouso Alegre               | Não disputou           |                |
| –                   | Realizar/Santos/FUPES        | Santos                     | Não disputou           |                |
| –                   | Vôlei Louveira               | Louveira                   | 2º Sede Rio de Janeiro |                |
| Pato Branco (PR)    |                              |                            |                        |                |
| –                   | Foz do Iguaçu/SMEL           | Foz do Iguaçu              | 3º Sede Irati          |                |
| –                   | Juventus Teutônia            | Teutônia                   | Estreante              |                |
| –                   | Londrina Vôlei               | Londrina                   | Não disputou           |                |
| –                   | Pato Vôlei                   | Pato Branco                | 4º Sede Irati          |                |
| –                   | Pinhalense/Zagonel           | Pinhalzinho                | 2º Sede Pinhalzinho    |                |
| –                   | Vôlei Marechal/Martin Luther | Marechal Cândido Rondon    | 5º Sede Irati          |                |

↑ 1. MM RB/Liga Acreana desistiu da competição antes do seu início.

## Locais das partidas
| Macapá                 | Fortaleza              | Campo Grande      | Rio de Janeiro      | Pato Branco             |
| ---------------------- | ---------------------- | ----------------- | ------------------- | ----------------------- |
| Ginásio Avertino Ramos | Ginásio Aécio de Borba | Sesc Escola Horto | Ginásio do Flamengo | Ginásio Dolivar Lavarda |
| Capacidade: 3.000      | Capacidade: 2.500      | Capacidade: 2.000 | Capacidade: 800     | Capacidade: 1.600       |

## Fase Classificatória
- Vitória por 3 sets a 0 ou 3 a 1: 3 pontos para o vencedor;
- Vitória por 3 sets a 2: 2 pontos para o vencedor e 1 ponto para o perdedor.
- Não comparecimento, a equipe perde 2 pontos.
- Em caso de igualdade por pontos, os seguintes critérios servem como desempate: número de vitórias, razão de sets e razão de ralis.

|  |                               |
|  | Aceso a Série B 2025.         |
|  | Classificado para repescagem. |
|  | Classificado para semifinais. |

### Sede Norte - Macapá
|     |                  |     | Jogos | Jogos | Jogos | Resultados | Resultados | Resultados | Resultados | Resultados | Resultados | Sets | Sets | Sets  | Pontos | Pontos | Pontos |
| Pos | Equipe           | Pts | T     | V     | D     | 3–0        | 3–1        | 3–2        | 2–3        | 1–3        | 0–3        | V    | P    | R     | V      | P      | R      |
| --- | ---------------- | --- | ----- | ----- | ----- | ---------- | ---------- | ---------- | ---------- | ---------- | ---------- | ---- | ---- | ----- | ------ | ------ | ------ |
| 1   | Ferroviário      | 9   | 3     | 3     | 0     | 2          | 1          | 0          | 0          | 0          | 0          | 9    | 1    | 9,000 | 243    | 158    | 1.538  |
| 2   | ACE/CD Esportivo | 6   | 3     | 2     | 1     | 2          | 0          | 0          | 0          | 1          | 0          | 7    | 3    | 2.333 | 226    | 195    | 1.159  |
| 3   | AVT Vôlei Amapá  | 3   | 3     | 1     | 2     | 0          | 1          | 0          | 0          | 0          | 2          | 3    | 7    | 0.429 | 195    | 232    | 0.841  |
| 4   | Tuna Luso/Maple  | 0   | 3     | 0     | 3     | 0          | 0          | 0          | 0          | 1          | 2          | 1    | 9    | 0.111 | 161    | 240    | 0.671  |

#### 1ª Rodada
| Data   | Hora  |                  | Placar |                 | Set 1 | Set 2 | Set 3 | Set 4 | Set 5 | Total | Relatório |
| ------ | ----- | ---------------- | ------ | --------------- | ----- | ----- | ----- | ----- | ----- | ----- | --------- |
| 02 out | 17:00 | AVT Vôlei Amapá  | 0–3    | Ferroviário     | 21–25 | 17–25 | 8–25  |       |       | 46–75 |           |
| 02 out | 19:00 | ACE/CD Esportivo | 3–0    | Tuna Luso/Maple | 25–16 | 25–14 | 25–13 |       |       | 75–43 |           |

#### 2ª Rodada
| Data   | Hora  |                  | Placar |                 | Set 1 | Set 2 | Set 3 | Set 4 | Set 5 | Total | Relatório |
| ------ | ----- | ---------------- | ------ | --------------- | ----- | ----- | ----- | ----- | ----- | ----- | --------- |
| 03 out | 17:00 | AVT Vôlei Amapá  | 3–1    | Tuna Luso/Maple | 15–25 | 25–20 | 25–23 | 25–14 |       | 90–82 |           |
| 03 out | 19:00 | ACE/CD Esportivo | 1–3    | Ferroviário     | 25–18 | 11–25 | 20–25 | 20–25 |       | 76–93 |           |

#### 3ª Rodada
| Data   | Hora  |                  | Placar |                 | Set 1 | Set 2 | Set 3 | Set 4 | Set 5 | Total | Relatório |
| ------ | ----- | ---------------- | ------ | --------------- | ----- | ----- | ----- | ----- | ----- | ----- | --------- |
| 04 out | 17:00 | Tuna Luso/Maple  | 0–3    | Ferroviário     | 9–25  | 17–25 | 10–25 |       |       | 36–75 |           |
| 04 out | 19:00 | ACE/CD Esportivo | 3–0    | AVT Vôlei Amapá | 25–20 | 25–20 | 25–19 |       |       | 75–59 |           |

### Sede Nordeste - Fortaleza
|     |                 |     | Jogos | Jogos | Jogos | Resultados | Resultados | Resultados | Resultados | Resultados | Resultados | Sets | Sets | Sets  | Pontos | Pontos | Pontos |
| Pos | Equipe          | Pts | T     | V     | D     | 3–0        | 3–1        | 3–2        | 2–3        | 1–3        | 0–3        | V    | P    | R     | V      | P      | R      |
| --- | --------------- | --- | ----- | ----- | ----- | ---------- | ---------- | ---------- | ---------- | ---------- | ---------- | ---- | ---- | ----- | ------ | ------ | ------ |
| 1   | Ceará Vôlei     | 9   | 3     | 3     | 0     | 3          | 0          | 0          | 0          | 0          | 0          | 9    | 0    | MAX   | 225    | 144    | 1.563  |
| 2   | CC3 Sport Clube | 6   | 3     | 2     | 1     | 1          | 1          | 0          | 0          | 0          | 1          | 6    | 4    | 1.500 | 213    | 205    | 1.039  |
| 3   | CRB Vôlei       | 3   | 3     | 1     | 2     | 0          | 1          | 0          | 0          | 1          | 1          | 4    | 7    | 0.571 | 220    | 245    | 0.898  |
| 4   | Sampaio/NVI     | 0   | 3     | 0     | 3     | 0          | 0          | 0          | 0          | 1          | 2          | 1    | 9    | 0.111 | 183    | 247    | 0.741  |

#### 1ª Rodada
| Data   | Hora  |                 | Placar |             | Set 1 | Set 2 | Set 3 | Set 4 | Set 5 | Total | Relatório |
| ------ | ----- | --------------- | ------ | ----------- | ----- | ----- | ----- | ----- | ----- | ----- | --------- |
| 07 out | 18:00 | CC3 Sport Clube | 3–0    | Sampaio/NVI | 25–17 | 25–18 | 25–14 |       |       | 75–49 |           |
| 07 out | 19:30 | Ceará Vôlei     | 3–0    | CRB Vôlei   | 25–21 | 25–10 | 25–11 |       |       | 75–42 |           |

#### 2ª Rodada
| Data   | Hora  |                 | Placar |             | Set 1 | Set 2 | Set 3 | Set 4 | Set 5 | Total | Relatório |
| ------ | ----- | --------------- | ------ | ----------- | ----- | ----- | ----- | ----- | ----- | ----- | --------- |
| 08 out | 18:00 | CC3 Sport Clube | 3–1    | CRB Vôlei   | 19–25 | 25–19 | 26–24 | 25–13 |       | 95–81 |           |
| 08 out | 19:30 | Ceará Vôlei     | 3–0    | Sampaio/NVI | 25–15 | 25–22 | 25–22 |       |       | 75–59 |           |

#### 3ª Rodada
| Data   | Hora  |             | Placar |                 | Set 1 | Set 2 | Set 3 | Set 4 | Set 5 | Total | Relatório |
| ------ | ----- | ----------- | ------ | --------------- | ----- | ----- | ----- | ----- | ----- | ----- | --------- |
| 09 out | 18:00 | Sampaio/NVI | 1–3    | CRB Vôlei       | 16–25 | 16–25 | 25–22 | 18–25 |       | 75–97 |           |
| 09 out | 19:30 | Ceará Vôlei | 3–0    | CC3 Sport Clube | 25–14 | 25–16 | 25–13 |       |       | 75–43 |           |

### Sede Centro-Oeste - Campo Grande
Grupo A
|     |                     |     | Jogos | Jogos | Jogos | Resultados | Resultados | Resultados | Resultados | Resultados | Resultados | Sets | Sets | Sets  | Pontos | Pontos | Pontos |
| Pos | Equipe              | Pts | T     | V     | D     | 3–0        | 3–1        | 3–2        | 2–3        | 1–3        | 0–3        | V    | P    | R     | V      | P      | R      |
| --- | ------------------- | --- | ----- | ----- | ----- | ---------- | ---------- | ---------- | ---------- | ---------- | ---------- | ---- | ---- | ----- | ------ | ------ | ------ |
| 1   | Lona Voleibol       | 8   | 3     | 3     | 0     | 1          | 1          | 1          | 0          | 0          | 0          | 9    | 3    | 3,000 | 277    | 225    | 1.231  |
| 2   | Ascade              | 5   | 3     | 2     | 1     | 1          | 0          | 1          | 0          | 0          | 1          | 6    | 5    | 1.200 | 236    | 227    | 1.040  |
| 3   | Campo Grande Vôlei  | 5   | 3     | 1     | 2     | 1          | 0          | 0          | 2          | 0          | 0          | 7    | 6    | 1.167 | 279    | 255    | 1.094  |
| 4   | Mais Vôlei Brasília | 0   | 3     | 0     | 3     | 0          | 0          | 0          | 0          | 1          | 2          | 1    | 9    | 0.111 | 156    | 241    | 0.647  |

Grupo B
|     |                     |     | Jogos | Jogos | Jogos | Resultados | Resultados | Resultados | Resultados | Resultados | Resultados | Sets | Sets | Sets  | Pontos | Pontos | Pontos |
| Pos | Equipe              | Pts | T     | V     | D     | 3–0        | 3–1        | 3–2        | 2–3        | 1–3        | 0–3        | V    | P    | R     | V      | P      | R      |
| --- | ------------------- | --- | ----- | ----- | ----- | ---------- | ---------- | ---------- | ---------- | ---------- | ---------- | ---- | ---- | ----- | ------ | ------ | ------ |
| 1   | Vila Nova/Universo  | 9   | 3     | 3     | 0     | 2          | 1          | 0          | 0          | 0          | 0          | 9    | 1    | 9,000 | 250    | 193    | 1.295  |
| 2   | ACE/Aparecida Vôlei | 6   | 3     | 2     | 1     | 2          | 0          | 0          | 0          | 1          | 0          | 7    | 3    | 2.333 | 232    | 201    | 1.154  |
| 3   | Brasiliense Vôlei   | 3   | 3     | 1     | 2     | 0          | 1          | 0          | 0          | 0          | 2          | 3    | 7    | 0.429 | 211    | 234    | 0.902  |
| 4   | Real Brasiliense    | 0   | 3     | 0     | 3     | 0          | 0          | 0          | 0          | 1          | 2          | 1    | 9    | 0.111 | 184    | 249    | 0.739  |

#### 1ª Rodada
| Data   | Hora  |                    | Placar |                     | Set 1 | Set 2 | Set 3 | Set 4 | Set 5 | Total | Relatório |
| ------ | ----- | ------------------ | ------ | ------------------- | ----- | ----- | ----- | ----- | ----- | ----- | --------- |
| 08 out | 14:00 | Real Brasiliense   | 0–3    | Vila Nova/Universo  | 25–27 | 18–25 | 14–25 |       |       | 57–77 |           |
| 08 out | 15:30 | Lona Voleibol      | 3–0    | Ascade              | 25–14 | 25–18 | 25–19 |       |       | 75–51 |           |
| 08 out | 17:00 | Brasiliense Vôlei  | 0–3    | ACE/Aparecida Vôlei | 22–25 | 19–25 | 19–25 |       |       | 60–75 |           |
| 08 out | 19:00 | Campo Grande Vôlei | 3–0    | Mais Vôlei Brasília | 25–13 | 25–9  | 25–12 |       |       | 75–34 |           |

#### 2ª Rodada
| Data   | Hora  |                     | Placar |                     | Set 1 | Set 2 | Set 3 | Set 4 | Set 5 | Total   | Relatório |
| ------ | ----- | ------------------- | ------ | ------------------- | ----- | ----- | ----- | ----- | ----- | ------- | --------- |
| 09 out | 14:00 | ACE/Aparecida Vôlei | 1–3    | Vila Nova/Universo  | 25–23 | 14–25 | 21–25 | 22–25 |       | 82–98   |           |
| 09 out | 15:30 | Ascade              | 3–0    | Mais Vôlei Brasília | 25–23 | 25–21 | 25–8  |       |       | 75–52   |           |
| 09 out | 17:00 | Brasiliense Vôlei   | 3–1    | Real Brasiliense    | 25–17 | 25–20 | 22–25 | 25–22 |       | 97–84   |           |
| 09 out | 19:00 | Campo Grande Vôlei  | 2–3    | Lona Voleibol       | 25–23 | 17–25 | 25–22 | 23–25 | 14–16 | 104–111 |           |

#### 3ª Rodada
| Data   | Hora  |                     | Placar |                    | Set 1 | Set 2 | Set 3 | Set 4 | Set 5 | Total   | Relatório |
| ------ | ----- | ------------------- | ------ | ------------------ | ----- | ----- | ----- | ----- | ----- | ------- | --------- |
| 10 out | 14:00 | ACE/Aparecida Vôlei | 3–0    | Real Brasiliense   | 25–12 | 25–17 | 25–14 |       |       | 75–43   |           |
| 10 out | 15:30 | Mais Vôlei Brasília | 1–3    | Lona Voleibol      | 22–25 | 25–16 | 11–25 | 12–25 |       | 70–91   |           |
| 10 out | 17:00 | Brasiliense Vôlei   | 0–3    | Vila Nova/Universo | 18–25 | 17–25 | 19–25 |       |       | 54–75   |           |
| 10 out | 19:00 | Campo Grande Vôlei  | 2–3    | Ascade             | 27–25 | 13–25 | 22–25 | 25–20 | 13–15 | 100–110 |           |

#### Semifinal
| Data   | Hora  |                    | Placar |                     | Set 1 | Set 2 | Set 3 | Set 4 | Set 5 | Total | Relatório |
| ------ | ----- | ------------------ | ------ | ------------------- | ----- | ----- | ----- | ----- | ----- | ----- | --------- |
| 11 out | 17:00 | Vila Nova/Universo | 1–3    | Ascade              | 23–25 | 25–21 | 23–25 | 22–25 |       | 93–96 |           |
| 11 out | 18:30 | Lona Voleibol      | 0–3    | ACE/Aparecida Vôlei | 19–25 | 20–25 | 20–25 |       |       | 59–75 |           |

#### Terceiro Lugar
| Data   | Hora  |                    | Placar |               | Set 1 | Set 2 | Set 3 | Set 4 | Set 5 | Total | Relatório |
| ------ | ----- | ------------------ | ------ | ------------- | ----- | ----- | ----- | ----- | ----- | ----- | --------- |
| 12 out | 17:00 | Vila Nova/Universo | 0–3    | Lona Voleibol | 7–25  | 17–25 | 15–25 |       |       | 39–75 |           |

#### Final
| Data   | Hora  |        | Placar |                     | Set 1 | Set 2 | Set 3 | Set 4 | Set 5 | Total | Relatório |
| ------ | ----- | ------ | ------ | ------------------- | ----- | ----- | ----- | ----- | ----- | ----- | --------- |
| 12 out | 19:00 | Ascade | 3–1    | ACE/Aparecida Vôlei | 21–25 | 25–18 | 25–14 | 25–22 |       | 96–79 |           |

### Sede Sudeste - Rio de Janeiro
|     |                  |     | Jogos | Jogos | Jogos | Resultados | Resultados | Resultados | Resultados | Resultados | Resultados | Sets | Sets | Sets  | Pontos | Pontos | Pontos |
| Pos | Equipe           | Pts | T     | V     | D     | 3–0        | 3–1        | 3–2        | 2–3        | 1–3        | 0–3        | V    | P    | R     | V      | P      | R      |
| --- | ---------------- | --- | ----- | ----- | ----- | ---------- | ---------- | ---------- | ---------- | ---------- | ---------- | ---- | ---- | ----- | ------ | ------ | ------ |
| 1   | Flamengo         | 11  | 4     | 4     | 0     | 2          | 1          | 1          | 0          | 0          | 0          | 12   | 3    | 4,000 | 354    | 285    | 1.242  |
| 2   | Vôlei Louveira   | 10  | 4     | 3     | 1     | 3          | 0          | 0          | 1          | 0          | 0          | 11   | 3    | 3.667 | 337    | 257    | 1.311  |
| 3   | Realizar Santos  | 6   | 4     | 2     | 2     | 2          | 0          | 0          | 0          | 1          | 1          | 7    | 6    | 1.167 | 277    | 290    | 0.955  |
| 4   | Clube Paineiras  | 3   | 4     | 1     | 3     | 1          | 0          | 0          | 0          | 0          | 3          | 3    | 9    | 0.333 | 236    | 276    | 0.855  |
| 5   | ANG/Pouso Alegre | 0   | 4     | 0     | 4     | 0          | 0          | 0          | 0          | 0          | 4          | 0    | 12   | 0,000 | 204    | 300    | 0.680  |

#### 1ª Rodada
| Data   | Hora  |                 | Placar |                 | Set 1 | Set 2 | Set 3 | Set 4 | Set 5 | Total | Relatório |
| ------ | ----- | --------------- | ------ | --------------- | ----- | ----- | ----- | ----- | ----- | ----- | --------- |
| 08 out | 10:00 | Realizar Santos | 0–3    | Vôlei Louveira  | 19–25 | 14–25 | 16–25 |       |       | 49–75 |           |
| 08 out | 12:00 | Flamengo        | 3–0    | Clube Paineiras | 25–14 | 25–14 | 25–17 |       |       | 75–45 |           |

#### 2ª Rodada
| Data   | Hora  |                  | Placar |                 | Set 1 | Set 2 | Set 3 | Set 4 | Set 5 | Total   | Relatório |
| ------ | ----- | ---------------- | ------ | --------------- | ----- | ----- | ----- | ----- | ----- | ------- | --------- |
| 09 out | 10:00 | ANG/Pouso Alegre | 0–3    | Realizar Santos | 15–25 | 21–25 | 22–25 |       |       | 58–75   |           |
| 09 out | 12:00 | Flamengo         | 3–2    | Vôlei Louveira  | 18–25 | 25–23 | 20–25 | 25–22 | 17–15 | 105–110 |           |

#### 3ª Rodada
| Data   | Hora  |                  | Placar |                 | Set 1 | Set 2 | Set 3 | Set 4 | Set 5 | Total | Relatório |
| ------ | ----- | ---------------- | ------ | --------------- | ----- | ----- | ----- | ----- | ----- | ----- | --------- |
| 10 out | 10:00 | ANG/Pouso Alegre | 0–3    | Vôlei Louveira  | 12–25 | 16–25 | 17–25 |       |       | 45–75 |           |
| 10 out | 12:00 | Realizar Santos  | 3–0    | Clube Paineiras | 25–23 | 25–16 | 25–19 |       |       | 75–58 |           |

#### 4ª Rodada
| Data   | Hora  |                | Placar |                  | Set 1 | Set 2 | Set 3 | Set 4 | Set 5 | Total | Relatório |
| ------ | ----- | -------------- | ------ | ---------------- | ----- | ----- | ----- | ----- | ----- | ----- | --------- |
| 11 out | 10:00 | Vôlei Louveira | 3–0    | Clube Paineiras  | 25–16 | 27–25 | 25–17 |       |       | 77–58 |           |
| 11 out | 12:00 | Flamengo       | 3–0    | ANG/Pouso Alegre | 25–23 | 25–14 | 25–15 |       |       | 75–52 |           |

#### 5ª Rodada
| Data   | Hora  |                  | Placar |                 | Set 1 | Set 2 | Set 3 | Set 4 | Set 5 | Total | Relatório |
| ------ | ----- | ---------------- | ------ | --------------- | ----- | ----- | ----- | ----- | ----- | ----- | --------- |
| 12 out | 10:00 | ANG/Pouso Alegre | 0–3    | Clube Paineiras | 15–25 | 22–25 | 12–25 |       |       | 49–75 |           |
| 12 out | 12:00 | Flamengo         | 3–1    | Realizar Santos | 25–21 | 24–26 | 25–10 | 25–21 |       | 99–78 |           |

### Sede Sul - Pato Branco
|     |                    |     | Jogos | Jogos | Jogos | Resultados | Resultados | Resultados | Resultados | Resultados | Resultados | Sets | Sets | Sets  | Pontos | Pontos | Pontos |
| Pos | Equipe             | Pts | T     | V     | D     | 3–0        | 3–1        | 3–2        | 2–3        | 1–3        | 0–3        | V    | P    | R     | V      | P      | R      |
| --- | ------------------ | --- | ----- | ----- | ----- | ---------- | ---------- | ---------- | ---------- | ---------- | ---------- | ---- | ---- | ----- | ------ | ------ | ------ |
| 1   | Pinhalense/Zagonel | 15  | 5     | 5     | 0     | 5          | 0          | 0          | 0          | 0          | 0          | 15   | 0    | MAX   | 375    | 252    | 1.488  |
| 2   | Londrina Vôlei     | 12  | 5     | 4     | 1     | 3          | 1          | 0          | 0          | 0          | 1          | 12   | 4    | 3,000 | 374    | 302    | 1.238  |
| 3   | Pato Vôlei         | 7   | 5     | 2     | 3     | 1          | 1          | 0          | 1          | 1          | 1          | 9    | 10   | 0.900 | 406    | 402    | 1.010  |
| 4   | Foz do Iguaçu/SMEL | 6   | 5     | 2     | 3     | 1          | 1          | 0          | 0          | 1          | 2          | 7    | 10   | 0.700 | 332    | 376    | 0.883  |
| 5   | Juventus Teutônia  | 5   | 5     | 2     | 3     | 0          | 1          | 1          | 0          | 0          | 3          | 6    | 12   | 0.500 | 347    | 413    | 0.840  |
| 6   | Vôlei Marechal     | 0   | 5     | 0     | 5     | 0          | 0          | 0          | 0          | 2          | 3          | 2    | 15   | 0.133 | 329    | 418    | 0.787  |

#### 1ª Rodada
| Data   | Hora  |                    | Placar |                    | Set 1 | Set 2 | Set 3 | Set 4 | Set 5 | Total   | Relatório |
| ------ | ----- | ------------------ | ------ | ------------------ | ----- | ----- | ----- | ----- | ----- | ------- | --------- |
| 09 out | 15:00 | Foz do Iguaçu/SMEL | 3–1    | Vôlei Marechal     | 25–21 | 25–15 | 20–25 | 25–20 |       | 95–81   |           |
| 09 out | 17:15 | Londrina Vôlei     | 0–3    | Pinhalense/Zagonel | 17–25 | 19–25 | 16–25 |       |       | 52–75   |           |
| 09 out | 19:30 | Pato Vôlei         | 2–3    | Juventus Teutônia  | 20–25 | 25–22 | 24–26 | 25–16 | 13–15 | 107–104 |           |

#### 2ª Rodada
| Data   | Hora  |                   | Placar |                    | Set 1 | Set 2 | Set 3 | Set 4 | Set 5 | Total | Relatório |
| ------ | ----- | ----------------- | ------ | ------------------ | ----- | ----- | ----- | ----- | ----- | ----- | --------- |
| 10 out | 15:00 | Juventus Teutônia | 0–3    | Foz do Iguaçu/SMEL | 17–25 | 21–25 | 12–25 |       |       | 50–75 |           |
| 10 out | 17:15 | Londrina Vôlei    | 3–0    | Vôlei Marechal     | 25–18 | 25–22 | 25–17 |       |       | 75–57 |           |
| 10 out | 19:30 | Pato Vôlei        | 0–3    | Pinhalense/Zagonel | 18–25 | 22–25 | 19–25 |       |       | 59–75 |           |

#### 3ª Rodada
| Data   | Hora  |                    | Placar |                    | Set 1 | Set 2 | Set 3 | Set 4 | Set 5 | Total | Relatório |
| ------ | ----- | ------------------ | ------ | ------------------ | ----- | ----- | ----- | ----- | ----- | ----- | --------- |
| 11 out | 15:00 | Pinhalense/Zagonel | 3–0    | Vôlei Marechal     | 25–23 | 25–13 | 25–21 |       |       | 75–57 |           |
| 11 out | 17:15 | Juventus Teutônia  | 0–3    | Londrina Vôlei     | 17–25 | 17–25 | 20–25 |       |       | 54–75 |           |
| 11 out | 19:30 | Pato Vôlei         | 3–1    | Foz do Iguaçu/SMEL | 20–25 | 25–9  | 25–16 | 25–23 |       | 95–73 |           |

#### 4ª Rodada
| Data   | Hora  |                    | Placar |                    | Set 1 | Set 2 | Set 3 | Set 4 | Set 5 | Total | Relatório |
| ------ | ----- | ------------------ | ------ | ------------------ | ----- | ----- | ----- | ----- | ----- | ----- | --------- |
| 12 out | 15:00 | Pinhalense/Zagonel | 3–0    | Juventus Teutônia  | 25–15 | 25–16 | 25–10 |       |       | 75–41 |           |
| 12 out | 17:15 | Londrina Vôlei     | 3–0    | Foz do Iguaçu/SMEL | 25–10 | 25–17 | 25–19 |       |       | 75–46 |           |
| 12 out | 19:30 | Pato Vôlei         | 3–0    | Vôlei Marechal     | 25–17 | 25–14 | 25–22 |       |       | 75–53 |           |

#### 5ª Rodada
| Data   | Hora  |                    | Placar |                    | Set 1 | Set 2 | Set 3 | Set 4 | Set 5 | Total | Relatório |
| ------ | ----- | ------------------ | ------ | ------------------ | ----- | ----- | ----- | ----- | ----- | ----- | --------- |
| 13 out | 15:00 | Foz do Iguaçu/SMEL | 0–3    | Pinhalense/Zagonel | 11–25 | 16–25 | 16–25 |       |       | 43–75 |           |
| 13 out | 17:15 | Vôlei Marechal     | 1–3    | Juventus Teutônia  | 19–25 | 25–23 | 21–25 | 16–25 |       | 81–98 |           |
| 13 out | 19:30 | Pato Vôlei         | 1–3    | Londrina Vôlei     | 25–22 | 14–25 | 25–15 | 16–25 |       | 80–87 |           |

## Equipes classificadas para a Superliga Série B 2025
As seguintes equipes conquistaram o direito ao acesso: ...
| Equipe              | Cidade         |
| ------------------- | -------------- |
| Ferroviário.        | Porto Velho    |
| Ceará Vôlei.        | Fortaleza      |
| Ascade.             | Brasília       |
| Flamengo.           | Rio de Janeiro |
| Pinhalense/Zagonel. | Pinhalzinho    |